# Bruno Tshibala

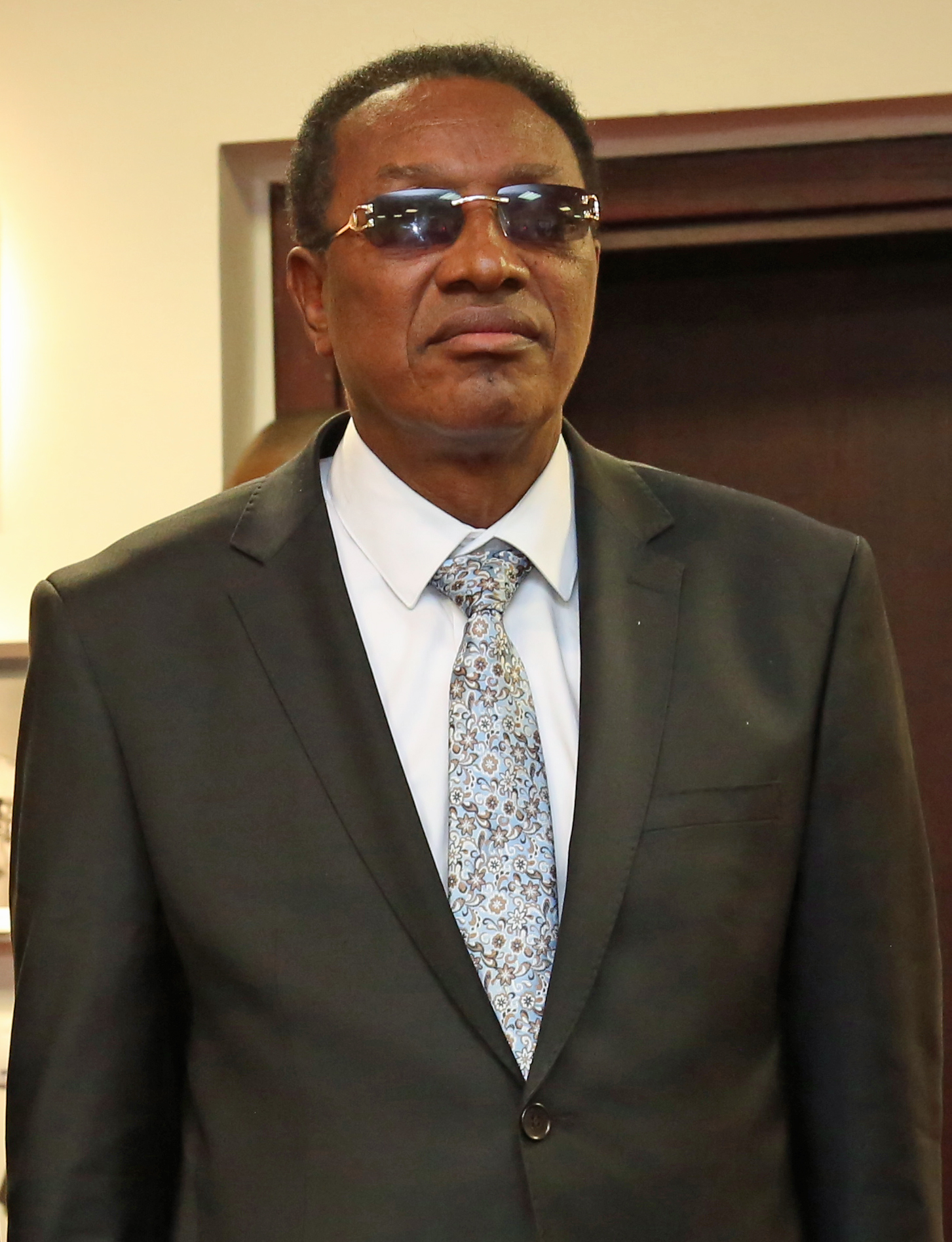
Bruno Tshibala (2017)

Bruno Tshibala Nzenze (* 20. Februar 1956, nach anderen Quellen im Jahre 1955, im Tshilenge-Territorium, Belgisch-Kongo) war vom 7. April 2017 bis zum 20. Mai 2019 Premierminister der Demokratischen Republik Kongo (DRK).

## Ausbildung und juristische Laufbahn
Bruno Tshibala studierte an der Université Marien-Ngouabi in Brazzaville Jura und erwarb seine Berufszulassung im Jahre 1989. Von 1985 bis 1986 wirkte er am Entwicklungsprogramm der Vereinten Nationen (PNUD) mit. Einen Teil seines Studiums absolvierte er in Belgien. 1992 trat er der Vorbereitungskommission für die Conférence nationale souveraine (CNS) bei.
Seit 2004 gehört Tshibala der Anwaltschaft der Provinz Bandundu an.

## Politische Laufbahn
Seine politische Laufbahn begann Tshibala im April 1980, noch als Student.
Tshibala war neben Étienne Tshisekedi ein Mitbegründer der Union pour la Démocratie et le Progrès Social (UDPS), der lange Zeit größten Oppositionspartei des Landes.
Am 8. Oktober 2016 wurde Tshibala in Kinshasa in Haft genommen, weil ihm als stellvertretendem Generalsekretär und Sprecher der UDPS vorgeworfen wurde, Mitschuld an Anti-Regierungs-Demonstrationen zu tragen, in deren Verlauf insgesamt mehr als 50 Personen getötet worden waren. Tshibala hatte – so wurde ihm vorgeworfen – die Proteste vom 19. und 20. September mitorganisiert und eine Pressemitteilung unterzeichnet, in der er den Protestierenden gratulierte.
Präsident Joseph Kabilas Amtszeit endete am 19. Dezember 2016 ohne Wahl eines Nachfolgers; Kabila erklärte aber, bis auf weiteres in diesem Amt zu verbleiben. Étienne Tshisekedis Tod im Februar 2017 hatte zur Folge, dass eine Kompromissvereinbarung, die Kabila mit der Opposition getroffen hatte, hinfällig wurde und dass es innerhalb der Führung der UDPS zu Machtkämpfen kam. Durch Mehrheitsbeschluss wurde Étienne Tshisekedis Sohn Félix Tshisekedi zum neuen Parteivorsitzenden gewählt und Pierre Lumbi, ein ehemaliger Anhänger Kabilas, zum Parteibürovorstand. Tshibala, der zu diesem Zeitpunkt stellvertretender Generalsekretär der Partei war, weigerte sich, dieses Wahlergebnis anzuerkennen, trat für Joseph Olenga Nkoy ein und wurde darum am 4. März 2017 aus der Partei ausgeschlossen.
Dem Silvesterabkommen vom 31. Dezember 2016 entsprechend hätte die Opposition auch einen Premierminister bestimmen sollen. Weil dieses „Rassemblement“ an den Flügelkämpfen der Partei gescheitert war, ließ Kabila am 5. April 2017 verlauten, dass er selbst innerhalb von 48 Stunden einen Nachfolger des amtierenden Premierministers Samy Badibanga berufen werde. Badibanga trat am 6. April zurück, und am 7. April ernannte Kabila Tshibala zum neuen Premierminister, der bis zu den nächsten Präsidentschaftswahlen Teil einer Übergangsregierung sein soll. Tshibalas Stabschef ist Michel Nsomue.
Die politische Opposition ist in der Demokratischen Republik Kongo seit langem in eine Vielzahl rivalisierender Gruppen aufgespalten und daher wenig schlagkräftig und war bisher kaum in der Lage, Kabila zu schwächen. Da Tshibala einer unbedeutenden politischen Minderheitsgruppe angehört, rechneten Beobachter damit, dass seine Berufung die Opposition in der Demokratischen Republik Kongo noch weiter spalten werde. Auch wichtige Mitglieder des Internationalen Währungsfonds wie Frankreich und Belgien reagierten auf Tshibalas Ernennung zunächst mit Vorbehalten, weil damit Vereinbarungen über massive Wirtschaftshilfen zunichte wurden, die sie im vorausgegangenen Dezember mit Gegenspielern Tshibalas getroffen hatten.
Am 9. Mai 2017 stellte Tshibala sein Kabinett vor, das mit dem vorausgegangenen weitgehend identisch war. Zu den ersten Angelegenheiten, mit denen Tshibala sich zu beschäftigen hatte, zählte die „Pass-Affäre“, in deren Verlauf sich herausgestellt hatte, dass ein Großteil der hohen Geldbeträge, die Kongolaner für die Ausstellung eines Reisepasses zahlen müssen (185 US-Dollar), nicht im Lande bleibt, sondern an die belgische Firma Semlex und das in den Vereinigten Arabischen Emiraten niedergelassene Unternehmen LRPS abfließt.
Am 20. Mai 2019 entließ der im Dezember 2018 gewählte Präsident Félix Tshisekedi Tshibala und ersetzte ihn durch Sylvestre Ilunga.